# Das Demian-Syndrom
Das Demian-Syndrom (jap. デミアン症候群, Demian Shōkōgun) ist eine Manga-Serie der japanischen Zeichnerin Mamiya Oki (沖 麻実也), die 1999 bis 2011 erschien und über 1000 Seiten umfasst. Der Boys-Love-Manga handelt von der sich langsam entwickelnden Liebe zwischen zwei Schülern.

## Handlung
Joichiro Takayama (高山 城一郎, Takayama Jōichirō) kehrt nach einem vierjährigen, durch die Trennung seiner Eltern und den Beruf seines Vaters bedingten, Aufenthalt in den USA nach Japan zurück. Dort trifft er im Internat der Johoku-Oberschule den Jungen Takashi Azuma (東 崇) wieder, mit dem er früher eng befreundet war und nun ein Zimmer teilt. Doch Takashi ist abweisend und kühl. Dennoch versucht dieser, die alte Freundschaft wieder aufleben zu lassen. Das im Literaturunterricht behandelte Buch Demian von Hermann Hesse ist das erste, für das beide Interesse aufbringen und Joichiro entdeckt darin Parallelen zu seiner Situation.
In seinem Bemühen um Takashi kommt Joichiro in Konflikt mit Yuki, einem von Takashi Besessenen, und er lässt sich vom ehemaligen Mitschüler Kobayashi helfen. Bei den Streichen Yukis geschieht es, dass Joichiro vom Dach des Wohnkomplexes fällt, sich jedoch nur das Bein bricht. Von da an kümmert sich Takashi mehr um ihn, die beiden nähern sich an und er erfährt auch von Joichiros traumatischen Erlebnissen während eines Amoklaufs an seiner Schule in den USA. Schließlich wird offenbart, dass Takashi schon lange in Joichiro verliebt ist und bald schlafen sie miteinander.
Doch nachdem Takashi zu seinen Gefühlen gestanden hat, kann er sich immer noch nicht ganz öffnen und zieht sich immer wieder zurück. Bald werden die Zimmer des Internats neu verteilt und beide sind nun in verschiedenen Zimmern untergebracht. Dennoch versucht Joichiro, so viel Zeit wie möglich mit Takashi zu verbringen.

## Veröffentlichung
Das Demian-Syndrom erschien in Japan ab 1999 als Fortsetzungsgeschichte im Manga-Magazin Chara, welches in den geraden Monaten erscheint und sich Boys-Love-Mangas widmet. 2011 wurde die Serie abgeschlossen. Der Verlag des Magazins, Tokuma Shoten, veröffentlicht den Manga auch in sieben Sammelbänden.
Der taiwanische Verlag Tong Li bringt den Manga seit Februar 2001 auf Chinesisch heraus. Eine deutsche Fassung erschien von September 2006 bis September 2012 beim Carlsen Verlag mit allen sieben Bänden. Die Übersetzung stammt von Kai Duhn.

## Rezeption
Laut Christel Scheja von Splashcomics entspricht die Handlung der typischen Entwicklung des Shōnen-ai-Genres, bei der einer der beiden Protagonisten zunächst abweisend ist und „die Schale des einen erst aufgeknackt“ wird. Der Künstlerin gelänge dabei eine gute Einführung der Protagonisten und Situation. Dabei sei die Handlung realistisch gehalten, entwickle sich langsam und drehe sich zunächst mehr um Freundschaft als um Leidenschaft und Begierde. Die Zeichnungen seien detailreich, lebendig, elegant und verspielt. Der letzte Band zeige einen Bruch im Zeichen- und Erzählstil, die Zeichnungen seien weniger fein und die Beziehung der Charaktere verändere sich stark, die Probleme würden „handfester und realistischer“. Dennoch ziehe sich die Handlung im weiteren Verlauf sehr in die Länge.